# Sele (rivier)
De Sele (in de Romeinse tijd Silarus geheten) is een rivier in het zuidwesten van Italië, die uitmondt in de Tyrreense Zee. Afkomstig uit de Monti Picentini in Caposele, stroomt het door de regio Campanië, in de provincies Salerno en Avellino.
De eerste sporen van menselijke bewoningen zijn uit het tweede millennium voor Christus, in de bronstijd. Het grondgebied van de Lucaniërs begon op de linkerover van de Sele. In de zevende eeuw voor Christus vestigde een kleine Griekse koopmansgemeenschap zich daar waar later de stad Paestum zou ontstaan. De aanwezigheid van Romeinen in het gebied is uitvoerig gedocumenteerd aan de hand van vondsten.
De benedenloop van de Sele was in 71 voor Christus het toneel van een van de beroemdste veldslagen uit de antieke geschiedenis; de laatste botsing tussen het leger van Spartacus en de cavalerie van Marcus Licinius Crassus.